# American Nightmare
American Nightmare is een Amerikaanse hardcoreband uit Boston, Massachusetts. Ze werden geformeerd in 1998 en veranderden hun bandnaam iets later in Give Up the Ghost. De band werd in 2006 ontbonden en bijna elf jaar later in 2017 herenigd onder de naam American Nightmare. In 2018 verscheen hun comeback-album, genoemd naar de band.

## Bezetting
Huidige bezetting
- Wesley Eisold (zang)
- Tim Cossar (gitaar)
- Brain Masek (gitaar)
- Jarvis 'Josh' Holden (e-basgitaar)
- Alex Garcia-Rivera (drums)

Voormalige leden
- Jesse 'Standhard' Gustafson (e-basgitaar)
- Jarod Alexander (drums)
- Jesse Van Diest (drums)
- Azy Relph (gitaar)
- Zachary Wilson (e-basgitaar)
- Frank Iero (gitaar)

## Geschiedenis
Give Up the Ghost is in 1998 opgericht door Tim Cossar, Wesley Eisold, Azy Relph en Jessey Van Diest onder de naam American Nightmare. In 1999 bracht de band een demo-opname uit met vier nummers, wat ertoe leidde dat de band werd gecontracteerd door het label Bridge Nine Records. Het debuutalbum verscheen in 2000 onder de naam American Nightmare. Na een uitgebreide tournee en wisselingen in de bezetting bracht de band in 2001 hun tweede album The Sun Isn't Getting Any Brighter uit.
Het album Background Music, geproduceerd door Equal Vision Records, kwam uit in 2001. In 2003 kreeg de band te maken met een juridisch geschil over hun naam. De coverband The Misfits uit Philadelphia met dezelfde naam claimde de rechten daarop. Als gevolg hiervan verving de band aanvankelijk hun naam door de initialen A.N. Nadat de naam ondertussen was veranderd in American Nothing, maar de band opnieuw geconfronteerd werd met de dreiging van een rechtszaak, veranderden ze de naam in Give Up the Ghost, wat oorspronkelijk de naam van hun volgende album moest zijn. Dit werd in 2003 uitgebracht onder de naam We're Down Til We're Underground bij Equal Vision Records. Hier experimenteerde de band met langere nummers, die verschilden van het typische hardcore handschrift dat ze op de vorige albums hadden gebruikt.
In 2004 brak de band verrassend uit elkaar, een dag nadat ze hun Europese tournee hadden geannuleerd. De band kondigde aan dat gezondheids- en persoonlijke redenen verantwoordelijk waren voor de scheiding. De bandleden zetten hun carrière voort met andere projecten. In 2007 maakte de band opnieuw naam in de vorm van hun songwriter Wes Eisold. Er waren beschuldigingen dat de band bij Fall Out Boy illegaal teksten van Eisold had gebruikt. Na een minnelijke schikking is een juridisch geschil voorkomen.

## Discografie
- 1999: Demo (DIY)
- 2000: American Nightmare (Bridge Nine Records)
- 2001: The Sun Isn't Getting Any Brighter (Equal Vision Records)
- 2001: Background Music (Equal Vision Records)
- 2002: Black on Black: A Tribute to Black Flag (song: Depression) (Initial)
- 2003: Love American (Bridge Nine Records/Equal Vision Records)
- 2003: We're Down Til We're Underground (Equal Vision Records)
- 2003: Live in London (Bridge Nine Records)
- 2004: Year One (Reflection Records/Bridge Nine Records)
- 2018: American Nightmare (Rise Records)